# Pavel Andreïev
Pour les articles homonymes, voir Andreev.
Pavel Andreïev né le 2 décembre 1983 à Prokopievsk en Sibérie de l'Ouest est un triathlète russe multiple champion de Russie, sextuple champion d'Europe et du monde de triathlon d'hiver. Il pratique également le cross triathlon.

## Biographie
En 2016, Pavel Andreïev remporte son cinquième titre mondial après une difficile confrontation avec son compatriote Evgeny Kirillov. La première épreuve ne permettant à aucun concurrent de créer des écarts, c'est un groupe de six triathlètes qui prend le départ de la partie VTT. Sur cette deuxième étape les deux Russes réussissent à prendre une légère avance sur le groupe de tête. Avance qu'ils maintiennent jusqu'à la ligne d'arrivée. C'est sur la partie ski de fond, que la lutte entre les deux Russes est la plus âpre. Dans le dernier tour Pavel Andreïev pousse son effort et l'emporte finalement dans un sprint final, de quelques fractions de seconde. Le podium est complété par l'Italien Giuseppe Lamastra qui gagne son premier titre dans une compétition mondiale en tant qu'élite.

## Palmarès
Le tableau suivant présente les résultats les plus significatifs (podiums) obtenus sur le circuit international de triathlon et de duathlon depuis 2011.
| Année | Compétition                                                | Pays      | Position          | Temps           |
| ----- | ---------------------------------------------------------- | --------- | ----------------- | --------------- |
| 2022  | Championnat d'Europe de triathlon d'hiver                  | Italie    | Médaille d'or     | 1 h 27 min 17 s |
| 2021  | Championnat du monde de triathlon d'hiver                  | Andorre   | Médaille d'argent | 1 h 17 min 46 s |
| 2021  | Coupe du monde de triathlon d'hiver - étape d'Asiago       | Italie    | Médaille d'or     | 1 h 19 min 49 s |
| 2020  | Championnat du monde de triathlon d'hiver                  | Italie    | Médaille d'or     | 1 h 17 min 25 s |
| 2020  | Championnat du monde de triathlon d'hiver par équipes      | Italie    | Médaille d'or     | 1 h 21 min 8 s  |
| 2020  | Coupe du monde de triathlon d'hiver - étape du Harbin      | Chine     | Médaille d'or     | 1 h 22 min 51 s |
| 2019  | Championnat du monde de triathlon d'hiver                  | Italie    | Médaille d'or     | 1 h 24 min 43 s |
| 2019  | Championnat du monde de triathlon d'hiver par équipes      | Italie    | Médaille d'or     | 1 h 57 min 54 s |
| 2019  | Championnats de Russie de triathlon cross                  | Russie    | Médaille d'or     | 1 h 39 min 3 s  |
| 2018  | Championnat d'Europe de triathlon d'hiver                  | Italie    | Médaille d'or     | 1 h 32 min 19 s |
| 2018  | Championnat du monde de triathlon d'hiver                  | Roumanie  | Médaille d'or     | 1 h 33 min 37 s |
| 2017  | Championnat d'Europe de triathlon d'hiver                  | Estonie   | Médaille d'or     | 1 h 14 min 22 s |
| 2016  | Championnat du monde de triathlon d'hiver                  | Autriche  | Médaille d'or     | 1 h 19 min 34 s |
| 2016  | Championnat d'Europe de triathlon d'hiver                  | Estonie   | Médaille d'or     | 1 h 8 min 27 s  |
| 2015  | Championnat d'Europe de triathlon d'hiver                  | Espagne   | Médaille d'or     | 0 h 53 min 6 s  |
| 2015  | Coupe du monde de triathlon d'hiver - étape du Québec      | Canada    | Médaille d'or     | 1 h 12 min 30 s |
| 2015  | Coupe du monde de triathlon d'hiver - étape de Lahti       | Finlande  | Médaille d'or     | 1 h 1 min 14 s  |
| 2014  | Championnat du monde de triathlon d'hiver                  | Italie    | Médaille d'or     | 1 h 3 min 39 s  |
| 2014  | Championnat d'Europe de triathlon d'hiver                  | Italie    | Médaille d'or     | 1 h 38 min 39 s |
| 2014  | Coupe d'Europe de triathlon d'hiver - étape de Sigulda     | Lettonie  | Médaille d'or     | 1 h 31 min 17 s |
| 2013  | Championnat du monde de triathlon d'hiver                  | Italie    | Médaille d'or     | 1 h 8 min 24 s  |
| 2013  | Championnat d'Europe de triathlon d'hiver                  | Estonie   | Médaille d'or     | 1 h 28 min 31 s |
| 2013  | Coupe d'Europe de triathlon d'hiver - étape d'Oberstaufen  | Allemagne | Médaille d'or     | 1 h 2 min 59 s  |
| 2013  | Coupe d'Europe de triathlon d'hiver - étape de Vimperk     | Tchéquie  | Médaille d'or     | 1 h 8 min 16 s  |
| 2012  | Championnat du monde de triathlon d'hiver                  | Finlande  | Médaille d'or     | 1 h 19 min 27 s |
| 2012  | Coupe d'Europe de triathlon d'hiver - étape de Malles      | Italie    | Médaille d'or     | 1 h 26 min 12 s |
| 2012  | Coupe d'Europe de triathlon d'hiver - étape de Lahte       | Estonie   | Médaille d'or     | 0 h 58 min 46 s |
| 2011  | Championnat du monde de triathlon d'hiver                  | Finlande  | Médaille d'or     | 1 h 10 min 31 s |
| 2011  | Championnat d'Europe de triathlon d'hiver                  | Suède     | Médaille d'or     | 1 h 9 min 51 s  |
| 2011  | Coupe d'Europe de triathlon d'hiver - étape de San Candido | Italie    | Médaille d'or     | 1 h 5 min 54 s  |
| 2011  | Coupe d'Europe de triathlon d'hiver - étape de Valsesia    | Italie    | Médaille d'or     | 1 h 3 min 0 s   |